# Kings and Queens (album de Jamie T)
Pour les articles homonymes, voir Kings and Queens.
Kings & Queens est le second album studio de Jamie T, sorti le 7 septembre 2009. Cet album a atteint la deuxième place des ventes d'albums au Royaume-Uni[réf. nécessaire].

## Titres
Les onze pistes de cet album, sans le bonus iTunes, sont :
| No  | Titre                                                | Durée |
| --- | ---------------------------------------------------- | ----- |
| 1.  | 368                                                  | 4:43  |
| 2.  | Hocus Pocus                                          | 3:31  |
| 3.  | Sticks 'n' Stones                                    | 4:01  |
| 4.  | The Man's Machine                                    | 4:50  |
| 5.  | Emily's Heart                                        | 4:08  |
| 6.  | Chaka Demus                                          | 3:35  |
| 7.  | Spider's Web                                         | 4:44  |
| 8.  | Castro Dies                                          | 2:59  |
| 9.  | Earth, Wind & Fire                                   | 3:45  |
| 10. | British Intelligence                                 | 3:19  |
| 11. | Jilly Armeen                                         | 3:14  |
| 12. | The Curious Sound" ft Ben Bones (iTunes Bonus track) | 2:52  |